# Песчаное (Троицкий район)
Песча́ное — село в Троицком районе Челябинской области. Административный центр Песчанского сельского поселения.

## География

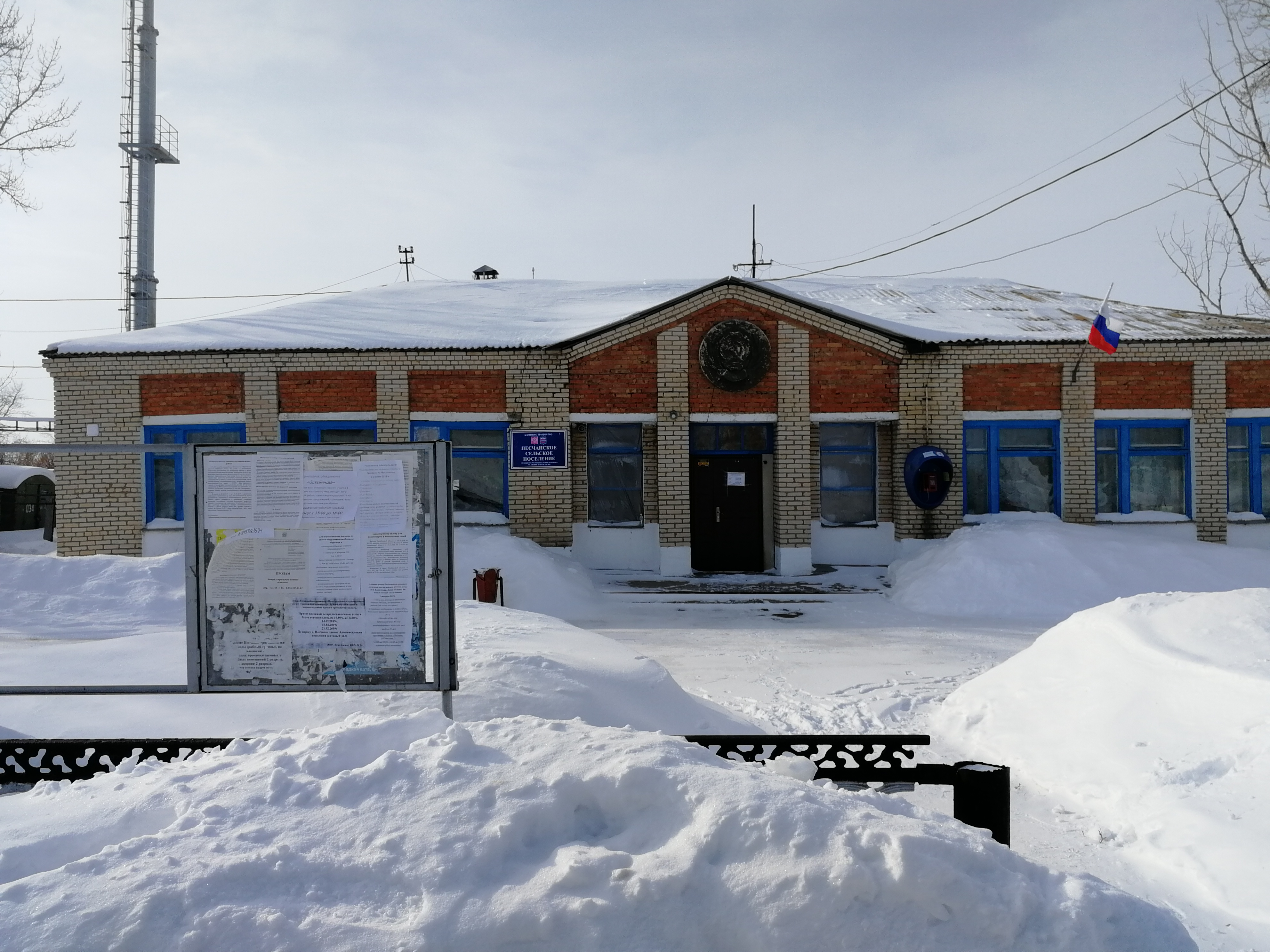
Здание администрации

В селе расположено одноимённое озеро. Расстояние до районного центра, города Троицка, 40 км.
Рельеф — равнина (Западно-Сибирская равнина), ближайшие выс.— 204 и 205 м. Ландшафт — лесостепь. В окрестностях — редкие лесные колки.

## История
Поселок основан на рубеже 19—20 вв. переселенцами с Украины. До установления Советской власти являлся собственностью купца Яушева, здесь располагались мельница и скотный двор. Позднее входил в состав Белозерского сельсовета Каракульского района (с 1959 — Окт. р-на), с 1960 — центр Песчанского сельсовета. На территории бывшего поместья в кон. 1920-х гг. был организован совхоз «Песчанский» (один из первых в области).
С 1965 в П. располагается Песчаная птицефабрика Чел. треста «Птицепром».

## Население
| 2002 | 2010  |
| ---- | ----- |
| 1388 | ↘1207 |

По данным Всероссийской переписи, в 2010 году численность населения села составляла 1207 человек (553 мужчины и 654 женщины).
(в 1926 — 213, в 1964 — 1253, в 1971 — 1706, в 1983 — 1516, в 1995 — 1679)

## Улицы

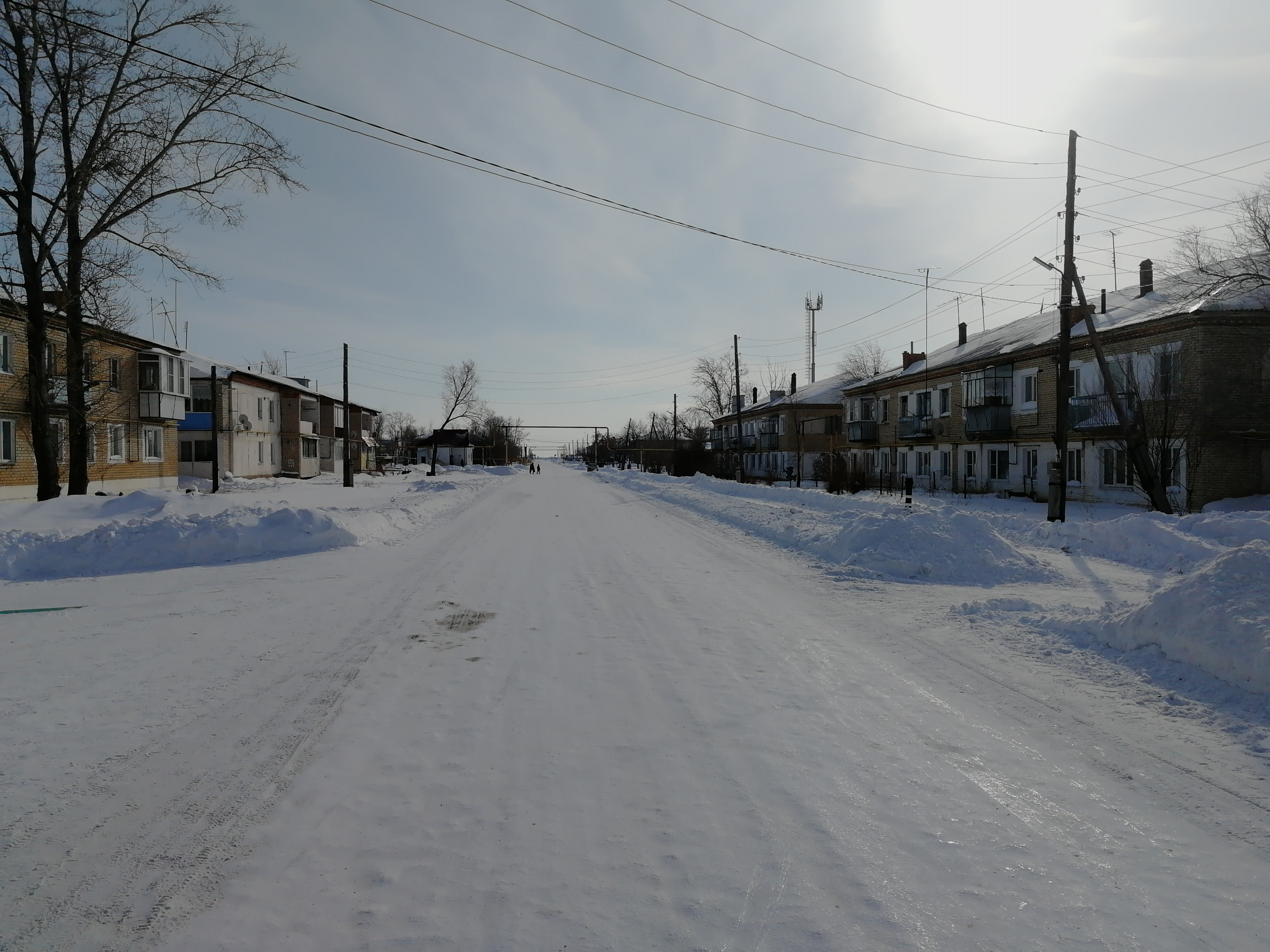
Улица в селе Песчанное

Уличная сеть села состоит из 17 улиц.